# Lycos Europe
Lycos Europe (Prime Standard: LCY / Nouveau Marché: 5770) mit Sitz in Haarlem, Niederlande, war der Betreiber eines europäischen Internet-Portals, das aus einem Netzwerk von Websites in sieben Sprachen bestand. Das Portal bot eine Kombination aus Suchmaschine, Webverzeichnis, Kommunikationsdiensten, Inhalts-Channeln, Webseiten-Hosting und Online-Community. Das Unternehmen war in Dänemark, Deutschland, Frankreich, Großbritannien, Italien, den Niederlanden, Österreich, Spanien und in der Schweiz vertreten.
Das Wort lycos kommt aus dem Griechischen und bedeutet Wolf. Der Unternehmensname war abgeleitet vom wissenschaftlichen Namen der Wolfspinnen (Lycosidae), als Anspielung auf die Bezeichnung Spider (Spinne) für Webcrawler. Der Name konnte auch lautmalerisch verstanden werden: like us (engl. wie wir), um Zusammengehörigkeit zu betonen. Markenzeichen war mittlerweile ein schwarzer Labrador. Früher (1999, als im August Sonnenfinsternis war) war das Markenzeichen eine totale Sonnenfinsternis in den Farben schwarz und blau.
Die Marke Lycos ist Eigentum der amerikanischen Lycos, Inc., die unter diesem Namen nach wie vor Internetdienste anbietet.

## Geschichte

Historisches Logo

Die Lycos Europe wurde als Joint-Venture der Bertelsmann AG mit der amerikanischen Lycos, Inc. gegründet. CEO von Lycos Europe war von 1997 bis 2009 Christoph Mohn, der zur Bertelsmann-Eigentümerfamilie gehört.
In den Jahren 1999 und 2000 erwarb Lycos die Suchmaschinen Fireball und  Paperball, den Freemail-Dienst Firemail und Firecard von Gruner + Jahr und führte die Dienste in seiner Tochter FIREBALL Netsearch GmbH fort. Zum 1. Juni 2004 wandelte Lycos den Freemail-Dienst Firemail in den kostenpflichtigen Service „Lycos Mail“ um, der 2009 eingestellt wurde.
Im Januar 2004 erwarb Lycos 100 % der Anteile an dem Domain-Registrar united-domains AG, Starnberg. Außerdem beteiligte sich Lycos am sogenannten Worldsbiggestchat, einer in Dänemark entwickelten Chat-Community. Lycos arbeitete in Sachen Chat in Deutschland mit Yahoo! und T-Online zusammen.
2007 brachte Lycos Europe die Internetplattform Jubii an den Start. Jubii war als führendes Internetportal in Dänemark im Jahr 2000 mit weltweiten Namensrechten gekauft worden.
Telefónica war über die LE Holding Corporation, ein Tochterunternehmen der Telefónica, im Besitz von knapp einem Drittel der Aktien. Bertelsmann hielt 20 und Christoph Mohn rund 12 Prozent der Aktien. Die restlichen Aktien, rund 35 Prozent, waren im Streubesitz. Die beiden Hauptaktionäre konnten nach einem verlustreichen ersten Halbjahr 2008 des Unternehmens keine Käufer für Lycos finden.
Im November 2008 wurde beschlossen, Lycos Europe aufzulösen. Teile des Unternehmens wurden verkauft, die übrigen eingestellt.
Auf einer außerordentlichen Hauptversammlung am 12. Dezember wurde beschlossen, aus den verbliebenen liquiden Mitteln am 19. Dezember 50 Mio. Euro an die Aktionäre auszuschütten. Am 13. Dezember 2008 gab Lycos Europe bekannt, das Domaingeschäft über die Tochter united-domains mit mehr als 1 Million Domains für 34 Millionen Euro an die United-Internet-Gruppe zu verkaufen.
Am 15. Februar 2009 sind alle E-Mail-Accounts gelöscht worden. Ursprünglich sollte auch die europäische Version eines Webhosting-Service namens Tripod eingestellt werden. Stattdessen wurde Tripod jedoch zum 15. Februar 2009 von der Firma conversis hosting GmbH übernommen und weiterbetrieben. Der neue Eigentümer begann dann damit, Tripod europaweit unter dem ursprünglich in Frankreich verwendeten Markennamen MultiMania anzubieten.
Da die Nutzungsrechte für die Marke Lycos mit dem Jahre 2010 ausliefen, änderte die Firma ihren Namen in Jubii Europe N.V.
Die Tochterunternehmen Lycos UK Ltd., Lycos France Sarl, Pangora SAS, Lycos cjsc Armenia, Lycos Italia Srl, Lycos Espana Int. Serv. SL, Lycos NetherlandsBV, Yarps Telecom Network AB (Sweden), Home SE AB (Sweden) und Odina Sverige AB (Sweden) wurden aufgelöst. Nachdem dieser Schritt vollzogen war, wurden die Jubii Europe GmbH und die Jubii Eastern Europe GmbH (beide mit Sitz in Gütersloh) ebenfalls liquidiert.
Am 24. Juni 2021 wurde die Gesellschaft im niederländischen Handelsregister gelöscht. Die Aktionäre erhielten eine Liquidationszahlung von EUR 0,022204384 pro Aktie, bevor die Aktien wertlos ausgebucht wurden.

## Dienste
Lycos bot einen kostenlosen Webhosting-Service namens Tripod an. Dieser hatte im Vergleich zu einem regulären, zu bezahlenden Webhoster einige Einschränkungen (z. B. Werbung oder eine MySQL-Datenbank mit teilweise eingeschränkten Rechten).
Seit Anfang 2006 war der Dienst Lycos iQ online, eine Wissenscommunity, in der Benutzer beliebige Fragen stellen und (nach Anmeldung) beantworten konnten. Mitte 2009 wurde Lycos iQ an Hubert Burda Media verkauft und im Oktober 2009 in COSMiQ umbenannt.